# Trifenylstibaan
Trifenylstibaan, ook wel Trifenylstibine genoemd, is een organoantiomoonverbinding met de formule {\displaystyle {\ce {C18H15Sb}}}. Wordt meer nadruk op de structuur gelegd dan wordt de formule geschreven als {\displaystyle {\ce {(C6H5)3Sb}}}

## Synthese
Trifenylstibaan kan bereid worden uit antimoon(III)chloride en fenylmagnesiumbromide. Na omkristalliseren uit petroleumether 40-50 wordt het stibaan in goede opbrengst cerkregen (80 tot 90% van de theoretische opbrengst). Om een goede opbrenst te verkrijgen wordt een 10% overmaat van het Grignard-reagens ten opzichte van het chloride gebruikt.

{\displaystyle {\ce {SbCl3 \ + \ 3 C6H5MgBr \ -> \ (C6H5)3Sb \ + \ 3 MgBrCl}}}
Andere syntheseroutes maken gebruik van metallisch antimoon en fenyllithium
{\displaystyle {\ce {Sb \ + \ 3 C6H5Li \ -> \ (C6H5)3Sb + 3 Li}}}
of chloorbenzeen met antimoon(III)chloride onder invloed van metallisch natrium.
{\displaystyle {\ce {SbCl3 \ + \ 3 C6H5Cl \ + 6 Na \ -> \ (C6H5)3Sb \ + \ 6 NaCl}}}

## Reacties
Trifenylstibaan vormt het startpunt van de syntheseroute naar stiboranen, organische verbindingen waarin antimoon 5 substituenten draagt. De eerste stap is een reactie met een halogeen, gevolgd door reactie met fenyllithium. De ontstane stof staat bekend als Pentafenylstibine:
{\displaystyle {\ce {(C6H5)3Sb\ +\ Cl2\ ->\ (C6H5)3SbCl2}}}
{\displaystyle {\ce {(C6H5)3SbCl2 \ + \ 2 C6H5Li \ -> \ (C6H5)5Sb \ + \ 2 LiCl}}}
Met zuurstof wordt het oxide gevormd:
{\displaystyle {\ce {2(C6H5)3Sb\ +\ O2\ ->\ 2(C6H5)3SbO}}}

## Veiligheid
Zoals veel antimoonverbindingen is ook trifenylstibaan giftig en dient het met de juiste voorzirgsmaatregelen behandeld te worden.